# جاناتان گویا
جاناتان گویا (انگلیسی: Jonathan Goya؛ زادهٔ ۱۴ مارس ۱۹۸۹) بازیکن فوتبال اهل آرژانتین است.